# Канаполис (Северна Каролина)
Канаполис (енгл. Kannapolis) град је у америчкој савезној држави Северна Каролина.

## Демографија
По попису из 2010. године број становника је 42.625, што је 5.715 (15,5%) становника више него 2000. године.
| Група             | 2000.          | 2010.          |
| Белци             | 27.748 (75,2%) | 27.574 (64,7%) |
| Афроамериканци    | 6.072 (16,5%)  | 8.659 (20,3%)  |
| Азијати           | 319 (0,9%)     | 487 (1,1%)     |
| Хиспаноамериканци | 2.337 (6,3%)   | 5.166 (12,1%)  |
| Укупно            | 36.910         | 42.625         |